# E011
E011 eller Europaväg 011 är en europaväg som går från Kokpek i Kazakstan till Tüp i Kirgizistan. Längd omkring 200 km. Denna väg har inget samband med europavägen E11 (i Frankrike), trots sina likheter i vägnumret.

## Sträckning
Kokpek - Kegen - (gräns Kazakstan-Kirgizistan) - Tüp
Tyup ligger vid östspetsen av sjön Ysyk-Köl.
Vägen är landsväg.

## Historia
Europavägnumret infördes cirka år 2000 på sträckan från Almaty via Kokpek till Tyup. Det ändrades år 2003 så att E012 gick Almaty-Kokpek och E011 nuvarande sträcka.

## Anslutningar till andra europavägar
- E012 i Kokpek.